# Christine Lohr
Christine Lohr est une actrice britannique qui a joué pour le cinéma et la télévision.

## Filmographie

### Séries télévisées
- 1979-1980 : Angels : Margaret Constant
- 1985 : Affairs of the Heart : jeune femme en DHSS
- 1989 : Casualty : Mrs Webb
- 1990 : Uncle Jack and Operation Green : Mrs Stevens
- 1990-1996 : La brigade du courage : Molly
- 1991 : For the Greater Good : la secrétaire de Sir Christopher
- 1991 : Uncle Jack and the Loch Noch Monster : Mrs Stevens
- 1993 : Just a Gigolo
- 1994 : Outside Edge : D. C. O'Connell
- 1995 : Little Lord Fauntleroy : la gardienne
- 1996 : Le Prince et le Pauvre : l'entraîneuse / Molly
- 1995-1998 : Julia Jekyll et Harriet Hyde : Mrs Smith
- 1987-2002 : The Bill : plusieurs rôles (Mrs. Hines, Mrs. Fordham, femme sur un pont...)
- 2010-2012 : Downton Abbey : May Bird, cuisinière
- 2015 : Doctor Crush : Ava Jones

### Téléfilms
- 1984 : The Road to 1984 : troisième infirmière

### Cinéma
- 2005 : Separate Lies : l'infirmière
- 2009 : Le Secret de Green Knowe : Mrs Robbins